# Бромлей, Юлиан Владимирович
Юлиа́н Влади́мирович Бромле́й (21 февраля 1921 года, Москва — 4 июня 1990 года, Москва) — советский учёный, историк и этнограф. Директор Института этнографии АН СССР (1966—1989). Академик АН СССР (с 1976 года; ранее, с 1966 года — член-корреспондент). Доктор исторических наук (1965), профессор. Ветеран Великой Отечественной войны. Лауреат двух Государственных премий (1979, 1987). Представитель примордиализма.

## Происхождение
Родился в семье историка Владимира Сергеевича Сергеева (1883—1941). Его отец был незаконным сыном 20-летнего Константина Алексеева (в дальнейшем прославившегося, как театральный режиссёр и теоретик театра Константин Сергеевич Станиславский) и крестьянской девушки Авдотьи, служившей горничной в московском доме Алексеевых. Мальчика усыновил дед по отцу, богатый промышленник, владелец золотоканительной фабрики, Сергей Владимирович Алексеев; от него он получил и отчество, и образованную от отчества фамилию — Сергеев.
Женой Владимира Сергеевича Сергеева, матерью Юлиана Владимировича, была Наталия Николаевна Бромлей (1887—1982), дочь промышленника, совладельца Общества механических заводов братьев Бромлей, Николая Эдуардовича Бромлея (Бромли, англ. Bromley; 1862—?). Её сестра, Надежда Николаевна Бромлей (1884—1966), тётка Ю. В. Бромлея, служила в театре МХТ у его деда, К. С. Станиславского. Юлиан Бромлей с детства носил фамилию матери.

## Биография
После окончания школы в 1939 году поступил на физический факультет МГУ, но в том же году был призван в РККА (отсрочка для студентов в том году была отменена). Начало войны встретил авиамехаником на военном аэродроме вблизи Бреста. На фронте вступил в ВКП(б) (1944).

Могила Бромлея на Новодевичьем кладбище Москвы

Вернувшись с фронта в 1945 году, поступил на исторический факультет МГУ, который окончил в 1950 году и стал сотрудником Института славяноведения АН СССР. Позже перешёл в Отделение истории АН СССР, работал под руководством академика Б. Д. Грекова.
В 1956 году защитил кандидатскую диссертацию «Усиление феодального гнета в хорватской деревне XVI века и крестьянское восстание 1573 года». В 1965 году монография «Становление феодализма в Хорватии. К изучению процессов классообразования у славян» была зачтена Ю. В. Бромлею в качестве докторской диссертации.
В январе 1966 года был назначен директором Института этнографии АН СССР и оставался на этой должности более 20 лет, вплоть до 1989 года. Был заместителем академика-секретаря Отделения истории АН СССР, членом редколлегии журнала «Вестник АН СССР».
Умер 4 июня 1990 года. Похоронен на Новодевичьем кладбище в Москве.

## Научная деятельность
Автор большого числа статей и монографий в области этнографии и смежных наук.
Развивал примордиалистский подход С. М. Широкогорова. Дал близкое к Широкогорову определение этноса. Основоположник дуалистической теории этноса.
Ю. В. Бромлей был противником пассионарной теории Л. Н. Гумилёва. По поводу статьи Л. Н. Гумилёва «Биография научной теории, или Автонекролог», Бромлей, в частности, писал:
Если исходить из того, что деклассированные элементы — результат генетически унаследованного свойства «меньше абсорбировать энергию», то неизбежно окажется, будто их социальный статус предопределен от рождения. Между тем подобное «натуралистское» обоснование классового неравенства уже давно исчезло из арсенала даже самых рьяных зарубежных поборников этого неравенства.

## Семья
Первым браком был женат на историке Ирине Михайловне Рассчётновой, впоследствии супруге историка Л. Н. Пушкарёва, вторым браком — на историке Наталье Яковлевне Бромлей (1935—2012).

## Основные труды
Книги
- Бромлей Ю. В. Крестьянское восстание 1573 г. в Хорватии: из истории аграрных отношений и классовой борьбы в Хорватии XVI в. (1959)
- Бромлей Ю. В. Становление феодализма в Хорватии: к изучению процессов классообразования у славян (1963)
- Бромлей Ю. В. Этнос и этнография. — М.: Наука, 1973
- Бромлей Ю. В. Современные проблемы этнографии: очерки теории и истории. — М., 1981
- Этнография / под ред. Ю. В. Бромлея и Г. Е. Маркова. — М., 1982
- Бромлей Ю. В. Очерки теории этноса. — М.: Наука, 1983
- Бромлей Ю. В. Этносоциальные процессы: теория, история и современность. — М.: Наука, 1987
- Бромлей Ю. В. Национальные процессы в СССР: в поисках новых подходов. — М.: Наука, 1988

Статьи
- Бромлей Ю. В. К характеристике понятия «этнос» // Расы и народы (1971)
- Бромлей Ю. В. О предмете культурной-социальной антропологии и этнографии в трактовке англо-американских и советских ученых (опыт сравнительного анализа) // Этнография за рубежом. — М.: Наука, 1979
- Бромлей Ю. В., Крюков М. В. Этнография: место в системе наук, школы, методы // Советская этнография, 1987, № 3.

Составитель и редактор
- Бромлей Ю. В.(отв. ред.) История первобытного общества. Общие вопросы. Проблемы антропосоциогенеза. — М.: Наука, 1983. — 432с.
- Бромлей Ю. В.(отв. ред.) История первобытного общества. Эпоха первобытной родовой общины. — М.: Наука, 1986. — 574 с.
- Бромлей Ю. В.(отв. ред.) История первобытного общества. Эпоха классообразования. — М.: Наука, 1988. — 568 с.

Под редакцией Ю. В. Бромлея вышли в свет двадцатитомная энциклопедия «Страны и народы» (1978—1985) и университетский учебник по этнографии (1982). В соавторстве с Р. Г. Подольным учёным были написаны научно-популярные работы «Создано человечеством» (1984) и «Человечество — это народы» (1990).